# تومو موراناكا
تومو موراناكا (村中知 موراناكا تومو) هي مؤدية أصوات يابانية ولدت في 15 ديسمبر 1989 في محافظة إيباراكي.

## أدوارها في الأنمي

### مسلسلات أنمي تلفزيونية
- سورد آرت أونلاين - غين
- وورلد تريغر - يوما كوغا
- أوريكا باتل - فاير أوريغا
- آيدولماستر سندريلا جيرلز - أكي ياماتو
- كنز نانانا ريوغاجو - يومي هينو
- فارس المنطقة - مينا ناكاي
- غزاة روكوجوما!؟ - تاكاهاشي
- من الغد الهادئ - والدة سايو هيسانوما
- أركانا فاميليا - جولي (أيام الطفولة)
- صراع الطبخ - والدة ميغومي تادوكورو
- صراع الطبخ: الطبق الثاني - والدة ميغومي تادوكورو
- غانغستا - آرثر
- البدلة المتنقلة جاندام: أيتام الدم الحديدي - أكيهيرو ألتلاند (أيام الطفولة)
- بوبوكي بورانكي - سويا أراباشيري (أيام الطفولة)

## أدوارها في ألعاب الفيديو
- أتيلييه إسكا آند لوجي: ألكيميستس أوف ذا داسك سكاي - ميسيه سن موسمبرغ
- آيدولماستر سندريلا جيرلز - أكي ياماتو

## أدوارها في الدبلجة اليابانية
- يوريكا - غريس
- هي - سكسي كيتن
- ترانسفورمرز: روبوتس إن ديسغايز - راسل كلاي
- البرق - آيريس ويست
- فتيات القوة (مسلسل 2016) - باتركاب

## وصلات خارجية
- تومو موراناكا على موقع IMDb (الإنجليزية)
- تومو موراناكا على موقع ميوزك برينز (الإنجليزية)
- تومو موراناكا على موقع قاعدة بيانات الفيلم (الإنجليزية)
- تومو موراناكا على موقع كينوبويسك (الروسية)
- تومو موراناكا على موقع ANN person (الإنجليزية)